# (29810) 1999 CF106
A (29810) 1999 CF106 a Naprendszer kisbolygóövében található aszteroida. A LINEAR projekt keretében fedezték fel 1999. február 12-én.